# Waterloo (Iowa)
Waterloo és una població dels Estats Units a l'estat d'Iowa. Segons el cens del 2008 tenia 66.662 habitants.

## Demografia
Segons el cens del 2000, Waterloo tenia 68.747 habitants, 28.169 habitatges, i 17.746 famílies. La densitat de població era de 437 habitants/km².
Dels 28.169 habitatges en un 29% hi vivien nens de menys de 18 anys, en un 46% hi vivien parelles casades, en un 13,3% dones solteres, i en un 37% no eren unitats familiars. En el 30% dels habitatges hi vivien persones soles el 12,1% de les quals corresponia a persones de 65 anys o més que vivien soles. El nombre mitjà de persones vivint en cada habitatge era de 2,39 i el nombre mitjà de persones que vivien en cada família era de 2,97.
Per edats la població es repartia de la següent manera: un 24,7% tenia menys de 18 anys, un 10,6% entre 18 i 24, un 27,5% entre 25 i 44, un 22% de 45 a 60 i un 15,3% 65 anys o més.
L'edat mediana era de 36 anys. Per cada 100 dones de 18 o més anys hi havia 88 homes.
La renda mediana per habitatge era de 34.092 $ i la renda mediana per família de 42.731 $. Els homes tenien una renda mediana de 31.491 $ mentre que les dones 22.569 $. La renda per capita de la població era de 18.558 $. Entorn del 10% de les famílies i el 13,7% de la població estaven per davall del llindar de pobresa.

## Poblacions més properes
El següent diagrama mostra les poblacions més properes.